# 1997年鐵路
此條目列出1997年發生有關鐵路運輸的事件。

## 事件

### 3月
- 3月8日：JR東西線開始營運。
- 3月22日：秋田新幹線通車，北北線通車。
- 3月28日：台北捷運淡水線及新北投支線通車，導致台北捷運出現筷子路網的情況。

### 4月
- 4月1日：留萠本線改名為留萌本線，大阪高速鐵道大阪單軌電車線延長至大阪機場站。
- 4月30日：大韓民國鐵道廳開設素砂站。

### 5月
- 5月10日：美鐵停運芝加哥至洛杉磯的沙漠之風號（日语：Desert Wind）列車。
- 5月10日：舊金山灣區捷運都柏林／普萊森頓-戴利城線通車。

### 6月
- 6月3日：京都市營地下鐵烏丸線由北大路站延長至國際會館站。
- 6月28日：廣州地鐵1號線開始部分營運。

### 7月
- 7月2日：香港地鐵（現為港鐵）荃灣綫荔景站啟用上層月台。

### 8月
- 8月1日：子供之國線由子供之國協會（日语：こどもの国 (横浜市)）交由橫濱高速鐵道管理，繼續由東京急行電鐵負責營運。
- 8月22日：大阪高速鐵道大阪單軌電車線延長至門真市站。
- 8月29日：大阪市營地下鐵長堀鶴見綠地線由心齋橋站延長至大正站，由鶴見綠地站延長至門真南站。

### 9月
- 9月15日：聖彼得堡地鐵右岸線由花園站延長至契卡洛夫站。
- 9月30日：營團地下鐵（現為東京地下鐵）南北線由四谷站延長至溜池山王站。

### 10月
- 10月1日：長野新幹線通車，信越本線部分路段交由信濃鐵道營運，土佐黑潮鐵道宿毛線通車。
- 10月12日：京都市營地下鐵東西線通車，來往醍醐站至二條站。同時開始與京阪電氣鐵道京津線直通運行。
- 10月24日：薩爾鐵路（英语：Saarbahn）通車。

### 11月
- 11月11日：明斯克地鐵汽車廠線由拖拉機工廠站（英语：Traktarny zavod (Minsk Metro)）延長至汽車廠站（英语：Aŭtazavodskaja (Minsk Metro)）。
- 11月26日：大邱都市鐵道1號線通車。

### 12月
- 12月1日：南昆铁路通车[1]。
- 12月14日：HSL 1通車。
- 12月18日：大阪港交通系統（日语：大阪港トランスポートシステム）科技港線通車，北段來往大阪港站至宇宙廣場站，並與大阪市營地下鐵中央線直通運行。南段來往宇宙廣場站至中埠頭站，並與大阪市交通局南港港城線直通運行。
- 12月19日：都營地下鐵12號線由練馬站延長至新宿站，結束了脫網局面。
- 12月25日：台北捷運淡水線延長至台北車站。
- 12月27日：基輔地鐵瑟雷茨-佩切拉線加設佩切拉站。
- 12月29日：安卡拉地鐵通車。